# Seznam medailistek na mistrovství Evropy v biatlonu – sprint žen
Seznam medailistek na mistrovství Evropy v biatlonu z sprintu žen představuje chronologický přehled stupňů vítězů ve sprintu žen na 7,5 km na mistrovství Evropy konaného pravidelně od roku 1994.
Sprint žen byl na evropský šampionát zařazen poprvé v roce 1994. 

## Seznam vítězek
| Rok  | Místo                | Zlato                       | Stříbro                   | Bronz                 |
| ---- | -------------------- | --------------------------- | ------------------------- | --------------------- |
| 1994 | Kontiolahti          | Irina Migielszina           | Jiřina Pelcová            | Kathi Schwaab         |
| 1995 | Le Grand-Bornand     | Corinne Niogret             | Katrin Apel               | Anne Briand           |
| 1996 | Ridnaun              | Eva Háková                  | Soňa Mihoková             | Galina Kuklewa        |
| 1997 | Windischgarsten      | Anna Stera                  | Tatiana Martynowa         | Nathalie Santerová    |
| 1998 | Minsk                | Nadieżda Tałanowa           | Natalia Permiakowa        | Peggy Wagenführ       |
| 1999 | Iževsk               | Natalja Sokołowa            | Ludmiła Łysenko           | Oksana Chwostenko     |
| 2000 | Zakopané             | Magdalena Gwizdońová        | Magdalena Grzywa          | Kati Wilhelmová       |
| 2001 | Haute Maurienne      | Katja Beer                  | Simone Denkinger          | Olga Nazarowa         |
| 2002 | Kontiolahti          | Irina Malgina               | Radka Popowa              | Liv Kjersti Eikeland  |
| 2003 | Forni Avoltri        | Martina Halinárová          | Světlana Išmuratovová     | Jekatierina Iwanowa   |
| 2004 | Minsk                | Ołena Zubryłowa             | Ołena Petrowa             | Irina Malgina         |
| 2005 | Novosibirsk          | Swietłana Czernousowa       | Swietłana Iszmuratowa     | Anna Bogalij          |
| 2006 | Langdorf-Arberse     | Nina Łemesz                 | Olga Anisimowa            | Ekaterina Dafovská    |
| 2007 | Bansko               | Darja Domračevová           | Vita Semerenková          | Olga Kudraszowa       |
| 2008 | Nové Město           | Oksana Jakowlewa            | Zuzana Tryznová           | Nina Karasewyczová    |
| 2009 | Ufa                  | Anastasia Kuzminová         | Jana Romanovová           | Anastazja Kuzniecowa  |
| 2010 | Otepää               | Valentyna Semerenková       | Diana Rasimovičiūtė       | Vita Semerenková      |
| 2011 | Ridnaun              | Juliane Döllová             | Gabriela Soukalová        | Marine Bollietová     |
| 2012 | Osrblie              | Olena Pidhrušná             | Valentyna Semerenková     | Weronika Nowakowská   |
| 2013 | Bansko               | Irina Starychová            | Julija Džymová            | Monika Hojniszová     |
| 2014 | Nové Město na Moravě | Marte Olsbuová Røiselandová | Victoria Padial Hernández | Jana Bondarová        |
| 2015 | Otepää               | Coline Varcin               | Weronika Nowakowská       | Jekatěrina Šumilovová |
| 2016 | Ťumeň                | Nadine Horchlerová          | Karolin Horchlerová       | Annika Knollová       |
| 2017 | Dušníky              | Julija Džymová              | Světlana Slepcovová       | Irina Starychová      |
| 2018 | Ridnaun              | Iryna Varvynecová           | Chloé Chevalierová        | Fujuko Tačizakiová    |
| 2019 | Raubiči              | Mona Brorssonová            | Jekatěrina Jurlovová      | Hanna Öbergová        |
| 2020 | Raubiči              | Elisabeth Högbergová        | Ida Lienová               | Iryna Kryuková        |
| 2021 | Dušníky              | Baiba Bendiková             | Karoline Erdalová         | Anastasija Ševčenková |
| 2022 | Velký Javor          | Ragnhild Femsteineviková    | Franziska Hildebrandová   | Janina Hettichová     |
| 2023 | Lenzerheide          | Anastasija Merkušinová      | Tilda Johanssonová        | Vanessa Hinzová       |
| 2024 | Brezno-Osrblie       | Ida Lienová                 | Maren Kirkeeideová        | Krystyna Dmytrenková  |
| 2025 | Martell              | Anna Karin Heijdenbergová   | Amandine Menginová        | Baiba Bendiková       |